# The Technomancer
The Technomancer — компьютерная игра издатель Focus Home Interactive, разработчик Spiders, жанр игры Action/RPG с элементами Киберпанк, игра вышла на платформах Microsoft Windows, Xbox One, PlayStation 4. Игра вышла 26 июня 2016.

## Об игре
Действия игры происходят в той же вселенной, что и в игре Mars: War Logs (которые тоже сделала студия-разработчик Spiders)
События игры происходят на Марсе, после великого потрясения (людям пришлось покинуть свою планету Землю). Мощные корпорации начали войны за оставшуюся воду на Марсе, и самые сильные из них это «Аврора» и «Изобилие». Но в этой игре уже меньше внимания уделяется сильным группировкам, которые были перечислены выше. Внимание уделяется таким вещам как неравноправие и дискриминация мутантов на Марсе, которых эксплуатируют и которые во всех случаях являются рабами и чей-то собственностью.
Так же поднимается вопрос о том, что воды на Марсе мало и это редкий ресурс. Сам главный герой является техномансером который состоит в элитном ордене техномансеров, который объединяет людей с редкими способностями, которые живут и помогают своему ордену. Цель ордена — поиск технологий и артефактов (которые были утрачены после падения Земли) и их хранение. У ордена техномансеров есть секрет (в начале игры юный техномансер узнает правду что первый техномансер был мутантом и все следующие техномансеры (включая его самого) тоже мутанты), этот секрет орден всеми силами пытаются скрыть, иначе он гибельно повлияет на судьбу всех членов ордена. Фракции Аврора и Изобилие смогли переманить на свою сторону некоторых техномансеров, которые теперь лояльны этим фракциям, а не своему ордену.

## Разработка
20 января 2015 года издательство Focus Home Interactive объявило о финансировании двух проектов. Это игры Vampyr (игра) студия разработчик Dontnod Entertainment, а второй — The Technomancer студия разработчик Spiders. У студии Spiders есть большой опыт делать игры в жанре Action/RPG (такие игры как Of Orcs and Men, Mars: War Logs, Bound by Flame, были созданы этой студией). Сразу же после объявления игры The Technomancer разработчики рассказали немного о сюжете и геймплей игры. 10 апреля 2016 в сети появилась более подробная информация о событиях, которые будут происходить в игре, и названы платформы на которых игра выйдет: Microsoft Windows, Xbox One, PlayStation 4. Игра вышла 26 июня 2016.

## Отзывы и продажи
| Сводный рейтинг | Сводный рейтинг | Сводный рейтинг | Сводный рейтинг |
| Издание         | Оценка          | Оценка          | Оценка          |
| Издание         | PC              | PS4             | Xbox One        |
| --------------- | --------------- | --------------- | --------------- |
| GameRankings    | 55,35 %         | 60,08 %         | 66,30 %         |

Летом 2018 года, благодаря уязвимости в защите Steam Web API, стало известно, что точное количество пользователей сервиса Steam, которые играли в игру хотя бы один раз, составляет 100 047 человек.